# Карре, Мишель (отец)
Мишель Антуан Флорантен Карре (фр. Michel Antoine Florentin Carré; 20 октября 1821, Безансон — 27 июня 1872, Аржантёй) — французский драматург и либреттист, поэт. Отец режиссёра Мишеля Карре (сына).
Дебютировал сборником «Безумные рифмы и стихи» (фр. Folles rimes et poèmes; 1842) и несколькими пьесами, в том числе «Юность Лютера» (фр. La Jeunesse de Luther). Преимущественную известность получил как автор водевилей и оперных либретто, большинство из которых были написаны совместно с Жюлем Барбье. Среди этих работ, в частности, либретто к «Гамлету» Амбруаза Тома, к «Фаусту» и «Ромео и Джульетте» Шарля Гуно, к «Ловцам жемчуга» Жоржа Бизе. Кроме того, Карре и Барбье принадлежит пьеса «Сказки Гофмана» (фр. Les Contes d'Hoffmann), уже после смерти Карре переработанная его соавтором в либретто для оперы Жака Оффенбаха. Совместно с Ипполитом Люка Карре написал либретто для оперы «Лалла-Рук» Фелисьена Давида (1862).